# Ilisha macrogaster
Ilisha macrogaster is een straalvinnige vissensoort uit de familie van haringen, sardienen en pellona's (Pristigasteridae). De wetenschappelijke naam van de soort is voor het eerst geldig gepubliceerd in 1866 door Bleeker.